# Ptychoptera formosensis
Ptychoptera formosensis is een muggensoort uit de familie van de glansmuggen (Ptychopteridae). De wetenschappelijke naam van de soort werd voor het eerst geldig gepubliceerd in 1924 door Charles Paul Alexander.